# Ileana Melita
Ileana Melita van der Schaaff (Den Haag, 30 november 1931 – 10 oktober 2010) was een Nederlands mezzosopraan.
Ze was dochter van octrooibezorger Maximiliaan Lodewijk van der Schaaff en correspondente/vertaalster Melita Karoline Leontine Margarete Gummert, die al in 1935 overleed. Ileana is naar eigen zeggen van Russische komaf; haar grootvader zou cellist geweest zijn in het orkest van de tsaar. 
Ze groeide op Den Haag, grotendeels bij haar oma. Ze moest op balletles en kreeg pianolessen, maar uiteindelijk bleken haar handen te klein voor het gangbare repertoire. Haar stem was voor een vrouw aan de lage kant, maar klom in de puberteit naar het niveau tussen sopraan en alt. Ze kreeg haar zangopleiding aan het Haags Conservatorium van Willem Ravelli. Ze trok na haar afstuderen met haar echtgenote Henry Marius de Jongh naar Zuid-Afrika, maar na de scheiding in 1959 kwam ze terug in Den Haag. Ze trad op binnen het liederencircuit, waarbij ze haar liefde voor het Russische lied diverse keren liet horen. Ze specialiseerde zich in hedendaagse muziek en stond op de planken met muziek van haar levenspartner Ton de Kruyf (ze was vanaf 1964 enige tijd met hem getrouwd), maar ook met werk van Willem Breuker en Peter Schat (Labyrint). Ze verafschuwde de sterren binnen het operacircuit. Ze was zelf liefhebber van de stem van Margriet Eshuijs en Pia Beck en zong ook enige tijd in het cabaret van Ramses Shaffy en het Funhouse Theater. Via de slagwerkster Xenia Cage, eveneens van Russische komaf, maakte ze kennis met John Cage, van wie ze ook muziek zong, ook in de tijd dat hij nauwelijks bekend was. Ook zong ze werken van Kurt Weill en Hanns Eisler. Van 1966 tot 1970 trad ze zes keer op met (leden van) het Concertgebouworkest, waarvan vier keer onder leiding van Pierre Boulez een uitvoering werd gegeven van Le martyre de Saint-Sébastien van Claude Debussy en eenmaal een fragment uit de Shakespeare’s sonnets van haar man.
Op latere leeftijd gaf ze zangles en presenteerde ze het NCRV-programma Klassiek Anders op de radio. Ludwig Otten droeg zijn Entertaining Music for mezzosoprano, flute, violoncello and piano uit 1967 aan haar op. Ook Rob du Bois deed dat met zijn werken Les voyages de Gulliver. Louis Andriessen schreef zijn Canzone 3/Cantico Job voor haar; hij had haar leren kennen toen hij les kreeg van Luciano Berio. Een van haar leerlingen is Jim de Groot.